# Aspidoparia ukhrulensis
Aspidoparia ukhrulensis е вид лъчеперка от семейство Шаранови (Cyprinidae).

## Разпространение
Видът е разпространен в Мианмар.